# Área de Conservação da Paisagem de Neeruti

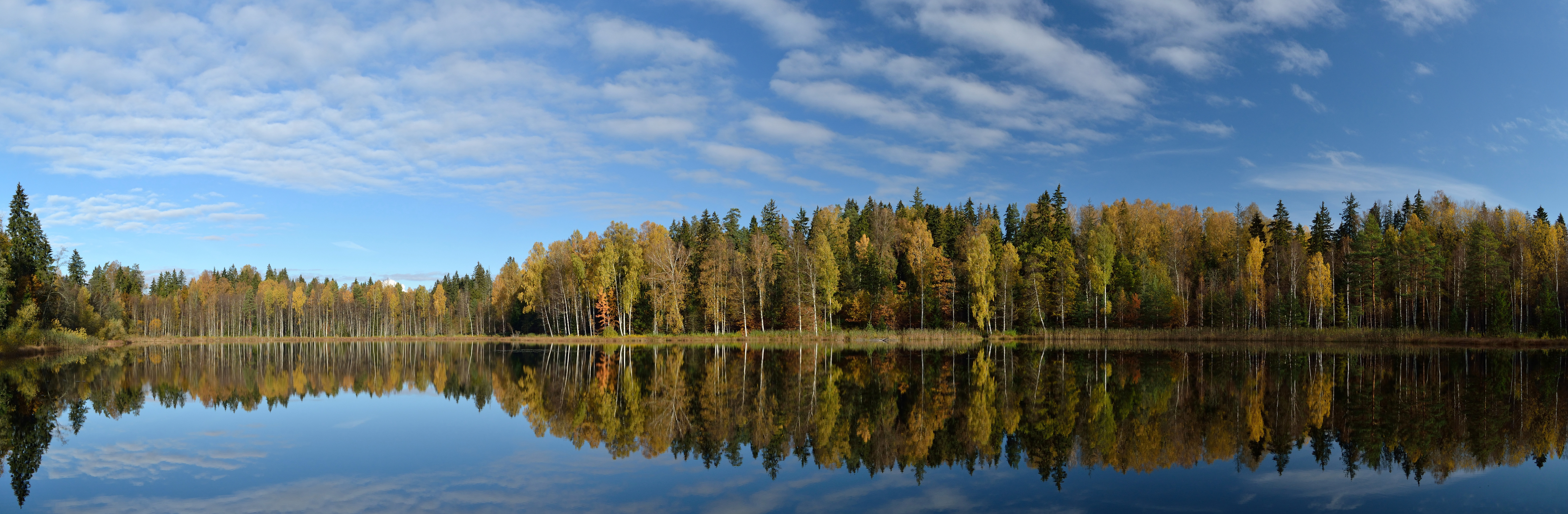

A Área de Conservação da Paisagem de Neeruti é um parque natural localizado no condado de Lääne-Viru, na Estónia.
A área do parque natural é de 1250 hectares.
A área protegida foi fundada em 1957 para proteger os montes de Neeruti e os seus arredores. Em 1999, a área protegida foi reformulada como área de conservação paisagística.